# Zągoty
Zągoty – wieś sołecka w Polsce położona w województwie mazowieckim, w powiecie płockim, w gminie Bielsk.
Do 1954 roku siedziba wiejskiej gminy Zągoty. W latach 1975–1998 miejscowość administracyjnie należała do województwa płockiego.